# Det regnar köttbullar 2
Det regnar köttbullar 2 (originaltitel: Cloudy with a Chance of Meatballs 2) är en datoranimerad science fiction-film producerad av Sony Pictures Animation och distribuerad av Columbia Pictures. Detta är uppföljaren till Det regnar köttbullar från 2009 som delvis är baserad på Judi och Ron Barrett's barnbok med samma namn. Den regisserades av Cody Cameron och Kris Pearn, producerad av Kirk Bodyfelt och verkställande producerad av direktörerna i den första filmen, Phil Lord och Christopher Miller. Filmen hade premiär den 27 september 2013 i USA och den 15 november 2013 i Sverige.
Manuset skrevs av John Francis Daley, Jonathan Goldstein och Erica Rivinoja. Den bygger på nyskapat material och inte Barrett's uppföljande bok Pickles to Pittsburgh. Det regnar köttbullar 2 fortsätter direkt efter första filmen där matmaskinen FLDSMDFR blir utom kontroll. Men maskinens skapare, den unge uppfinnaren Flint Lockwood, och hans vänner lyckas så småningom stoppa den. I uppföljaren behöver Flint och hans vänner lämna sin hemstad, men när maskinen vaknar igen och denna gång producerar levande matdjur, måste de återvända för att rädda världen.
De flesta rösterna från första filmen repriserade sina roller: Bill Hader som Flint Lockwood, Anna Faris som Sam Sparks, James Caan som Tim Lockwood, Andy Samberg som Brent McHale, Neil Patrick Harris som Steve och Benjamin Bratt som Manny. Nya röster inkluderar Terry Crews, som ersatte Mr. T som Earl; Will Forte, som gjorde Joseph Towne's röst i första filmen, gjorde nu Chester V's röst och Kristen Schaal som orangutangen Barb.

## Handling
Den unge uppfinnaren Flint Lockwood och hans vänner har räddat världen från att bli täckt av enorma köttbullar genom att stänga av hans matmaskin, FLDSMDFR. Nu tvingas Flint, hans vänner och alla de andra invånarna att lämna hemstaden Vrakviken medan FLDSMDFR-maskinens matrester städas bort. Flint får dessutom jobb hos sin stora idol Chester V, vd:n för Live Corp. Men ett halvår senare får Flint veta att FLDSMDFR har klarat sig och den börjar t.o.m. skapa levande matdjur. Nu måste Flint, hans flickvän Sam Sparks, pappa Tim, assistentapan Steve, Kyckling-Brent (f.d. Baby Brent), Sams kameraman Manny och polisen Earl Devereaux återvända till Vrakviken för att återigen försöka hitta och stänga av FLDSMDFR och rädda världen.

## Röster

### Engelska röster
- Bill Hader - Flint Lockwood[2]
  - Bridget Hoffman - Flint Lockwood som barn
- Anna Faris - Samantha "Sam" Sparks[2]
- James Caan - Tim Lockwood[2]
- Will Forte - Chester V
- Andy Samberg - Brent "Kyckling-Brent" McHale[2]
- Benjamin Bratt - Manny[2]
- Neil Patrick Harris - Apan Steve[2]
- Terry Crews - Earl Devereaux[5]
- Kristen Schaal - Barb[5][6]
- Bill Hader - FLDSMDFR-maskinen
- Khamani Griffin - Calvin "Cal" Devereaux
- Cody Cameron - Barry, Dill Pickles[7]
- Melissa Sturm - Sentinel Louise
- Kris Pearn - Schimpanser,[7] Sentinel Peter, Labcoat Jenny
- Craig Kellman - Fintly McCallahan
- Al Roker - Patrick Patrickson

### Svenska röster
- Jesper Salén - Flint Lockwood
- Malin Güettler - Samantha "Sam" Sparks
- Claes Ljungmark - Tim Lockwood
- Mattias Knave - Chester V
- Göran Gillinger - Brent "Kyckling-Brent" McHale
- Ole Ornered - Manny
- Viktor Åkerblom - Apan Steve
- Mikael Roupé - Earl Devereaux
- Carla Abrahamsen - Barb
- Jesper Salén - FLDSMDFR-maskinen
- Henrik Ståhl - Barry
- Jörgen Lötgård - Flinte